# Michail Vajman
Michail Izrailevič Vajman (in russo Михаил Израилевич Вайман?; Novyj Buh, 3 dicembre 1926 – Leningrado, 28 novembre 1977) è stato un violinista e docente sovietico.

## Biografia
Michail Izrailevič Vajman nacque il 3 dicembre 1926 a Novyj Buh (Ucraina). Nel 1933 la famiglia si trasferì a Odessa, dove Vajman iniziò a studiare il violino con suo padre. Nel 1934 Vajman continuò gli studi alla scuola di musica di Pëtr Stoljarskij con l’assistente Leonid Lembergskij sotto la supervisione di Stoljarskij fino al 1941, quando la famiglia si trasferì a Tashkent. In quella città erano evacuati i docenti e gli allievi del Conservatorio di Leningrado. Vajman fu ammesso alla Scuola di musica nella classe di Julij Ejdlin. Nel 1944, Vajman finì la scuola ed entrò al Conservatorio continuando a studiare con Ejdlin. Nello stesso 1944, il corpo docenti del Conservatorio rientrò a Leningrado, e anche Vajman si trasferi lì. 
Completati gli studi, vinse il secondo premio al Concorso Internazionale Bach di Lipsia (1950) e il secondo premio al Concorso Regina Elisabetta del Belgio (1951). Dopo il Concorso di Bruxelles, Vajman intensificò l’attività concertistica; si esibì in diversi paesi europei e tenne concerti in Israele, Giappone, Inghilterra e Stati Uniti.  
Dal 1949 Vajman insegnò al Conservatorio di Leningrado, dal 1966 fu professore e dal 1970 capo del dipartimento del Conservatorio. Hanno studiato con lui violinisti sovietici e di diversi paesi, tra i quali si ricorda Masuko Ushioda (Giappone), Philippe Hirschhorn (Lettonia), Sergej Stadler, Olga Martinova. Mancò nel 1977 all’età di 52 anni.     